# Hermanos Sullivan

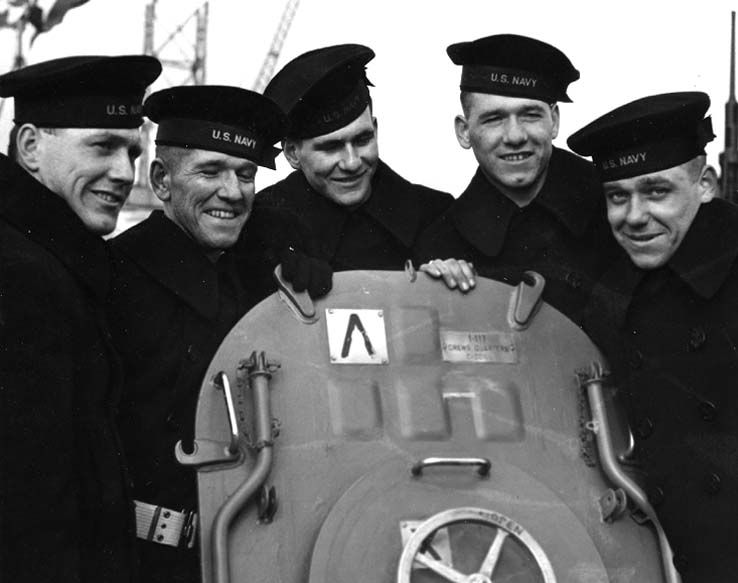
Los hermanos a bordo del USS Juneau. De izquierda a derecha, Joseph, Francis, Albert, Madison y George Sullivan.

Los hermanos Sullivan fueron cinco hermanos que murieron en el mismo incidente de la Segunda Guerra Mundial, el hundimiento del crucero ligero USS Juneau, en el que todos ellos servían.
Los hermanos eran originarios de Waterloo, en Iowa. A continuación se relaciona su nombre y edad:
- George Thomas Sullivan, 27
- Francis "Frank" Henry Sullivan, 26
- Joseph "Joe" Eugene Sullivan, 24
- Madison "Matt" Abel Sullivan, 23
- Albert "Al" Leo Sullivan, 20

Se alistaron el 3 de enero de 1942, solicitando servir juntos. La Marina estadounidense tenía la norma de separar a los hermanos para evitar que muriesen todos en un mismo ataque, pero no era siempre cumplida. Los dos hermanos mayores ya habían servido en la Marina.
El 13 de noviembre de 1942, el Juneau fue alcanzado por un torpedo y tuvo que dejar la zona de Guadalcanal donde estaba destacado. Tras retirarse, fue nuevamente alcanzado, esta vez por un torpedo del submarino japonés I-26. El barco se hundió rápidamente, y debido al dominio japonés sobre la zona, no se rescató a los supervivientes hasta ocho días después. Los 10 supervivientes contaron que Frank, Joe y Matt murieron instantáneamente en el ataque, Al se ahogó al día siguiente, y George murió de privaciones cuatro días más tarde.